# Nexent Bank
Die Nexent Bank N.V. ist eine Nischenbank mit Hauptsitz in Amsterdam und agiert mit niederländischer Banklizenz. Gegründet 1994, betreut die Bank heute mehr als 400.000 Privat- und Geschäftskunden in sieben Ländern mit rund 900 Mitarbeitenden weltweit. Sie kombiniert eine international ausgerichtete Strategie in aufstrebenden Märkten. In Deutschland ist sie vor allem durch Internetangebote für Tagesgeld und Festgeld bekannt.

## Geschichte
Die Bank wurde 1994 unter dem Namen Finansbank N.V. als Tochtergesellschaft der Finansbank gegründet. Sie operiert mit einer umfassenden Bankenlizenz unter der Aufsicht der niederländischen Zentralbank. Als sich die National Bank of Greece an der Finansbank beteiligte, wurde die niederländische Tochtergesellschaft ausgegliedert, die NBG hatte sich kurz zuvor vollständig aus Mitteleuropa zurückgezogen. 
2007 erfolgte die Umbenennung in Credit Europe Bank N.V.
Im Juni 2025 erfolgte die Umbenennung in Nexent Bank N.V.
Die Bank ist mit Zweigniederlassungen in Deutschland, Malta, Rumänien und einer Tochtergesellschaft in der Ukraine vertreten. Die Nexent Bank N.V. hat sich als Handelsfinanzierungsbank spezialisiert, um aktiv an der Finanzierung internationaler Import- und Exportaktivitäten mitzuwirken. Das Ziel: Die Geschäftstätigkeiten innerhalb der Europäischen Union durch die Bereitstellung von besicherten Kreditvergaben sowohl für lokale als auch für ausländische Unternehmen weiter auszubauen. 
Seit dem Einstieg in das Privatkundengeschäft hat sich die Bank als Anbieter von Tagesgeldkonten, Festgeldanlagen etabliert. In Rumänien ist sie darüber hinaus Marktführerin im Kreditkartensegment. Darüber hinaus unterstützt die Bank vermögende Privatkunden sowie institutionelle Anleger bei der Suche nach Investitionsmöglichkeiten in den europäischen Märkten.

## Geschäftsfelder
Retail Banking
Die Bank bietet Privatkunden Anlagemöglichkeiten wie Tages- und Festgelder. 
Handelsfinanzierung und Warenkredite
Seit den 2010er Jahren gehört die Handelsfinanzierung zum Kerngeschäft der Nexent Bank N.V. Besondere Expertise hat die Bank bei Gütern wie: 
- Eisen und Stahl
- Energie (Öl und Kohle)
- Düngemittel
- Zellstoff und Papier
- Petrochemikalien
- Agrar-Rohstoffe

## Besitzverhältnisse, Shareholder
Die Anteile an der Nexent Bank N.V. werden zu 99,86 % von der Nexent Bank Group N.V., Amsterdam, gehalten.
Die Nexent Bank N.V. gehört zu 100 % der Fiba Holding A. Ş. (Istanbul), welche wiederum zu 97,99 % der Familie Özyeğin gehört.

## Sicherheit
Die Bank verwendet zur Abwicklung von Online-Banking Aufträgen das mTAN-Verfahren in Verbindung mit einem vom Kunden festgelegten Referenzkonto. Überweisungen erfolgen ausschließlich auf dieses eine mit der Bank vereinbarte Konto.

## Fiba Group
Die Fiba Group besitzt neben der Nexent Bank N.V. 61 weitere Unternehmen in 14 Ländern mit insgesamt ca. 12.000 Mitarbeitern. Hüsnü Özyeğin hat 2007 eine gleichnamige, private Universität mit wirtschaftlicher und wissenschaftlicher Ausrichtung gegründet.